# Rosa Galindo
Rosa Galindo (* 1952 Teneriffa) ist eine spanische  Performance- und Videokünstlerin.

## Leben und Werk
Rosa Galindo arbeitet seit 1977 zusammen mit Pedro Garhel im Bereich Performance, Installation und seit 1980 als Videokünstler. 1981 gründeten Galindo und Garhel das Zentrum für experimentelle Videokunst und Performance Espacio „P“ in Madrid.

Galindo und Garhel zeigten 1987 auf der documenta 8 in Kassel die Performance Dedicato A La Memoria. 

„Das Hauptthema ist die Erinnerung, die Reflexion, eine Widmung an das Schweigen offensichtlicher Dinge, an den unmittelbaren Raum, der von den Umrissen des Körpers ausgeht, Mann-Frau „proxémica“ dringen in den Raum mit ihren kreisenden Erinnerungen ein, nahe und konstant, in Gegenwart verwandelt, einen Bereich nicht nur der visuellen und wahrnehmbaren, sondern auch der reaktiven Kontakte abgrenzend.“

Modus Vivendi ist eine weitere bekannte Performance.